# Granja de Rocamora (kommun)
Granja de Rocamora är en kommun i Spanien.   Den ligger i provinsen Provincia de Alicante och regionen Valencia, i den sydöstra delen av landet, 400 km sydost om huvudstaden Madrid. Antalet invånare är 2 461.